# Rivera de Gata
Rivera de Gata är ett vattendrag i Spanien.   Det ligger i provinsen Provincia de Cáceres och regionen Extremadura, i den centrala delen av landet, 260 km väster om huvudstaden Madrid.